# Parasynapta canadensis
Parasynapta canadensis är en tvåvingeart som först beskrevs av Ephraim Porter Felt 1908.  Parasynapta canadensis ingår i släktet Parasynapta och familjen gallmyggor. Inga underarter finns listade i Catalogue of Life.